# 朱邦芬
朱邦芬（1948年—），男，汉族，原籍江苏宜兴，生于上海，中国物理学家，中国科学院数学物理学部院士，研究领域为固体物理、半导体物理、凝聚体物理学。他和导师黄昆一起创建凝聚体物理学中的“黄朱模型”。

## 生平
1948年1月出生于江苏省。1965年9月考入清华大学工程物理系，1970年3月毕业，分配到江西省工作。
1978年10月考入清华大学工程物理系攻读硕士学位，1981年3月毕业，获硕士学位，到中国科学院半导体研究所工作。
2000年1月受聘为清华大学高等研究中心教授，2003年4月起任清华大学物理系主任，2008年1月任清华大学理学院院长。